# 20. august
20. august er dag 232 i året i den gregorianske kalender (dag 233 i skudår). Der er 133 dage tilbage af året.
Bernhards dag. Mindedag for Bernhard af Clairvaux – grundlæggeren af Cistercienserordenen, som døde år 1153. Dagen er en af de uheldige i Tycho Brahes kalender.

### Begivenheder
Født - Dødsfald
- 1559 - I Vor Frue Kirke i København krones Frederik 2. til dansk konge. Den gamle konge, Christian 3., var død i januar samme år. Kroningsfesten varer en uge.
- 1619 - De første afrikanske slaver kommer til Amerika, da et hollandsk skib med 20 sorte fanger i lasten lægger til i Jamestown i Virginia.
- 1741 - Den danske opdagelsesrejsende Vitus Bering, som arbejder for russerne, bliver den første europæer, der ser Alaska. Beringshavet bliver siden opkaldt efter ham.
- 1882 - Tjajkovskijs 1812-ouverturen uropføres i Moskva.
- 1915 - Italien erklærer Tyrkiet krig under 1. verdenskrig.
- 1940 - Lev Trotskij angribes med en ishakke i Mexico City. Han dør af sårene den følgende dag.
- 1941 - Folketinget forbyder ved "kommunistloven" Danmarks Kommunistiske Parti. Efter besættelsen bliver dette forbud et stærkt debatteret emne og betragtes i dag som en af de største danske skandaler begået af Folketinget under de fem besættelsesår.
- 1960 - Senegal løsriver sig fra Mali-konføderationen og erklærer sig selvstændigt.
- 1968 - Sovjetunionen invaderer Tjekkoslovakiet med støtte fra Polen, Østtyskland, Bulgarien og Ungarn for at gøre en ende på "Foråret i Prag".
- 1969 - De fire medlemmer af The Beatles indspiller for sidste gang som samlet gruppe i forbindelse med færdiggørelsen af albummet Abbey Road.
- 1974 - Peder Pedersen fra Gentofte vinder guld i sprint ved VM i banecykling i Montreal i Canada.
- 1977 - Voyager 2 rumsonden opsendes.
- 1980 - 301 passagerer indebrænder i et Lockheed Tristar fly fra Saudi-Arabien efter en nødlanding i Riyadh. Det er verdenshistoriens til da næst-alvorligste ulykke med et enkelt fly.
- 1982 - Ålborg Kommunes forhenværende borgmester Marius Andersen idømmes 6 måneders ubetinget fængsel i en større bestikkelsesskandale, hvor han havde modtaget gaver for 60.000 kr. fra erhvervsfolk.
- 1988 - Efter 8 års blodig krig mellem Iran og Irak indgår de to lande våbenhvile, formidlet af FN.
- 1988 - Den bulgarske atletikkvinde Jordanka Donkova sætter i Stara Zagora, Bulgarien, ny verdensrekord i 100 meter hækkeløb med tiden 12,21 sekunder. Det er en forbedring på 4/100 sekund.
- 1989 - Den marokkanske løber Said Aouita sætter i Köln, Vesttyskland, ny verdensrekord på 3000-meter-løb med tiden 7.29,45 minutter. Det er en forbedring af kenyaneren Henry Ronos 11 år gamle rekord på 7.32,10 minutter.
- 1989 - 55 omkommer, da en såkaldt festbåd, Marchioness, bliver påsejlet af en pram på Themsen midt i London. 83 overlever kollisionen, der er en af de alvorligste nogensinde på Themsen.
- 1989 - Ved EM i svømning i Bonn, Vesttyskland, vinder Mette Jacobsen bronze i 200 meter butterfly i nordisk rekordtid 2.12,34 minutter.
- 1991 - Estlands parlament erklærer landets uafhængighed af Sovjetunionen.
- 1993 - Englænderen Colin Jackson sætter i Stuttgart, Tyskland, ny verdensrekord i 110 meter hækkeløb med tiden 12,91 sekunder.
- 1995 - Over 250 bliver dræbt, da to indiske tog kolliderer 200 km nord for den indiske hovedstad New Delhi. Ulykken er den hidtil værste togulykke i Indiens historie.
- 1996 - I Danmark måles årets varmeste dag med 32 graders varme.
- 1997 - Danmarks fodboldlandshold taber overraskende 3-0 til Bosnien i en VM-kvalifikationskamp i Sarajevo.
- 1998 - USA bomber med missiler mål i både Afghanistan og Sudan. Angrebene er rettet mod formodede terroristlejre i de to lande og er en hævnaktion for angrebene 14 dage før mod de amerikanske ambassader i Kenya og Tanzania.
- 2008 - Den jamaicanske atlet Usain Bolt sætter i Beijing, Kina, ny verdensrekord i 200-meter-løb med tiden 19,30 sekunder. Det er en forbedring på 2/100 sekund.

### Født
- 1833 - Benjamin Harrison, amerikansk præsident (død 1901).
- 1890 - H.P. Lovecraft, amerikansk forfatter (død 1937).
- 1892 - Ludvig Brandstrup, dansk skuespiller og skribent (død 1949).
- 1897 - Tarjei Vesaas, norsk forfatter (død 1970).
- 1898 - Vilhelm Moberg, svensk forfatter (død 1973).
- 1901 - Salvatore Quasimodo, italiensk forfatter og modtager af Nobelprisen i litteratur (død 1968).
- 1909 - Martin A. Hansen, dansk forfatter (død 1955).
- 1913 - Erlendur Patursson, færøsk politiker og forfatter (død 1986).
- 1913 - Hans Erik Knipschildt, dansk statslæge dr. med. (død 1999).
- 1923 - Jim Reeves, amerikansk sanger (død 1964).
- 1925 - Henning Larsen, dansk arkitekt (død 2013).
- 1932 - Jan Leth, dansk billedkunstner (død 2010).
- 1933 - John Winther, dansk operadirektør og komponist (død 2012).
- 1941 - Slobodan Milosevic, serbisk præsident (død 2006).
- 1942 - Isaac Hayes, amerikansk sanger, sangskriver og skuespiller (død 2008)
- 1944 - Rajiv Gandhi, indisk premierminister (død 1991).
- 1944 - Poul-Henrik Trampe, dansk forfatter (død 1982).
- 1945 - Claus Flygare, dansk skuespiller, instruktør og dramatiker.
- 1946 - Laurent Fabius, fransk premierminister.
- 1948 - Robert Plant, engelsk sanger i Led Zeppelin.
- 1952 - John Hiatt, amerikansk sanger og sangskriver.
- 1956 - Roberto Regazzi, italiensk violinbygger.
- 1967 - Rune Engelbreth Larsen, dansk forfatter og debattør.
- 1972 - Peter Henriksen, dansk håndboldspiller.
- 1979 - Jamie Cullum, engelsk jazzpianist.
- 1992 - Demi Lovato, amerikansk skuespillerinde og sangerinde.

### Dødsfald
- 1823 - Pius 7., italienskfødt pave (født 1740).
- 1896 - Julius Lange, dansk kunsthistoriker (født 1838).
- 1912 - William Booth, engelsk prædikant og stifter af Frelsens Hær (født 1829).
- 1914 - Pius 10., italienskfødt pave (født 1835).
- 1979 - Christian Dotremont, belgisk kunstner (født 1922).
- 1986 - Thad Jones, amerikansk/dansk trompetist (født 1923).
- 1995 - Hugo Pratt, italiensk tegneserieskaber (født 1925).
- 2012 - Phyllis Diller, amerikansk skuespillerinde (født 1917).
- 2012 - Dom Mintoff, tidligere maltesisk premierminister (født 1916).
- 2012 - Meles Zenawi, etiopisk premierminister (født 1955).
- 2015 - Vibeke Woldbye, dansk kunsthistoriker (født 1932).
- 2017 - Jerry Lewis, amerikansk komiker og sanger (født 1926).

|  | Denne datoartikel kan blive bedre, hvis der indsættes et (bedre) billede Du kan hjælpe ved at afsøge Wikimedia Commons for et passende billede eller uploade et godt billede til Wikimedia Commons iht. de tilladte licenser og indsætte det i artiklen. |